# Cruzália
Cruzália é um município brasileiro do estado de São Paulo. O município é formado  pela sede e pelo povoado de Cateto.

## História

### Formação territorial-administrativa
Histórico da formação do município:
- Distrito de Cruz Alta, no município de Maracaí, criado pelo Decreto nº 7.351, de 05/07/1935.
- Denominação alterada para Cruzália pelo Decreto-Lei nº 14.334, de 30/11/1944.
- Município criado pela Lei nº 8.092, de 28/12/1964.

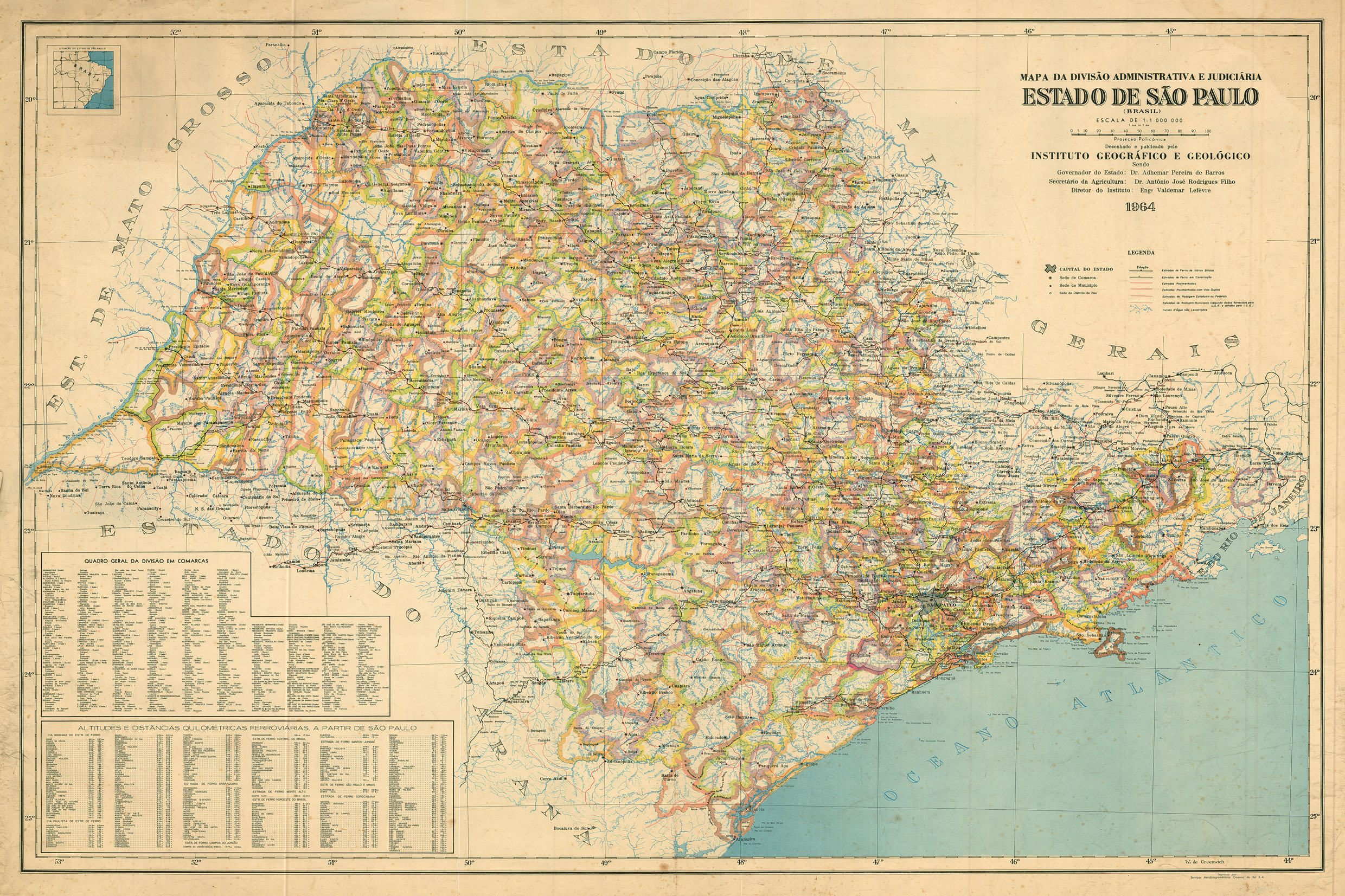
Estado de São Paulo (1964).

## Geografia
Localiza-se a uma latitude 22º44'08" sul e a uma longitude 50º47'37" oeste, estando a uma altitude de 318 metros. Sua população estimada em 2015 era de 2.209 habitantes. Possui uma área de 149,2 km² e faz divisa com os municípios Tarumã, Maracaí, Pedrinhas Paulista e Florínea.

## Demografia

### População
| Crescimento populacional                             | Crescimento populacional | Crescimento populacional | Crescimento populacional |
| Ano                                                  | População Total          |                          | %±                       |
| ---------------------------------------------------- | ------------------------ | ------------------------ | ------------------------ |
| 1970                                                 | 7 478                    |                          | —                        |
| 1980                                                 | 4 734                    |                          | −36,7%                   |
| 1991                                                 | 5 251                    |                          | 10,9%                    |
| 2000                                                 | 2 610                    |                          | −50,3%                   |
| 2010                                                 | 2 274                    |                          | −12,9%                   |
| 2022                                                 | 2 108                    |                          | −7,3%                    |
| Est. 2024                                            | 2 129                    | [ 9 ]                    | 1,0%                     |
| Fontes: Censos Demográficos IBGE e Estimativas SEADE |                          |                          |                          |

### Dados demográficos
Dados do Censo - 2000
População Total: 2.610
- Urbana: 1.594
- Rural: 1.016
- Homens: 1.310
- Mulheres: 1.300

Densidade demográfica (hab./km²): 17,49
Mortalidade infantil até 1 ano (por mil): 13,22
Expectativa de vida (anos): 72,69
Taxa de fecundidade (filhos por mulher): 2,12
Taxa de Alfabetização: 90,00%
Índice de Desenvolvimento Humano (IDH-M): 0,786
- IDH-M Renda: 0,697
- IDH-M Longevidade: 0,795
- IDH-M Educação: 0,865

(Fonte: IPEADATA)

## Infraestrutura

### Comunicações
O sistema de telefones automáticos foi inaugurado na cidade em 1982 pela Telecomunicações de São Paulo (TELESP), que também implantou o sistema de discagem direta à distância (DDD) em 1988 com o código de área (0183). Anteriormente a cidade era atendida pela Empresa Telefônica Paulista.
Na década de 90 o código DDD da cidade foi alterado para (018), para padronização do sistema telefônico com a telefonia celular que estava sendo implantada em todo o estado.

## Religião
O Cristianismo se faz presente na cidade da seguinte forma:

### Igreja Católica
- A igreja faz parte da Diocese de Assis.[19]

### Igrejas Evangélicas
Entre as igrejas protestantes históricas, pentecostais e neopentecostais, encontram-se na cidade:
- Assembleia de Deus Ministério do Belém.[22][23]
- Congregação Cristã no Brasil.[24]
- Igreja Evangélica de Confissão Luterana no Brasil.[25]